# Farzana Kochai
Farzana Kochai (nascida em 1992) é uma política afegã e membro do Parlamento afegão (Wolesi Jirga).

## Vida
Ela nasceu na província de Baghlan.
Após a queda de Cabul, ela anunciou que permaneceria em Cabul.